# کیم جونگ-سوک (بازیکن فوتبال)
کیم جونگ-سوک (انگلیسی: Kim Jung-suk؛ زادهٔ ۱ اکتبر ۱۹۳۹) بازیکن فوتبال اهل کره جنوبی بود.
وی همچنین در تیم‌های ملی فوتبال زیر ۲۰ سال کره جنوبی، کره جنوبی بی و کره جنوبی بازی کرده‌است.
وی در مسابقات بین‌المللی در مجموع برندهٔ ۱ مدال طلا، ۱ مدال برنز شده‌است.